# Шон Броулі
Шон Броулі (англ. Sean Brawley; нар. 14 жовтня 1960) — колишній американський тенісист.
Найвищу одиночну позицію світового рейтингу — 148 місце досяг 2 січня, 1984, парну — 137 місце — 9 липня, 1984 року.
Найвищим досягненням на турнірах Великого шолома було 2 коло в парному розряді.

## Титули на челленджерах

### Парний розряд: (1)
| Ранг | Рік  | Турнір             | Покриття | Партнер      | Суперники                     | Рахунок  |
| ---- | ---- | ------------------ | -------- | ------------ | ----------------------------- | -------- |
| 1.   | 1982 | Таррагона, Іспанія | Ґрунт    | Крісто Стейн | Франсіско Феррер Мартін Хайте | 6–3, 6–0 |